# NR-10
NR-10 é a Norma Regulamentadora emitida pelo Ministério do Trabalho e Emprego do Brasil que tem por objetivo garantir a segurança e a saúde dos trabalhadores que interagem nas instalações e serviços com eletricidade. A  primeira publicação da norma foi em junho de 1978, aprimoramento e uma melhor qualificação dos profissionais por meio desta norma, alterações e atualizações foram feitas posteriormente, em 1983, 2004, 2016  e 2019. Ela foi criada com o intuito de garantir a segurança de profissionais que atuam direta ou indiretamente com eletricidade

## Atividades abrangidas pela norma
Esta norma regulamentadora abrange todas as fases da transformação de energia elétrica e todos os trabalhos realizados com eletricidade ou em suas proximidades: geração, transmissão, distribuição e consumo, incluindo as etapas de projeto, construção, montagem, operação, manutenção das instalações elétricas, e quaisquer trabalhos realizados nas suas proximidades.

## Pontos relevantes
A NR10, em sua edição dada pela Portaria SEPRT 915, de 30/07/2019, define que o empregador deve:  
- elaborar e manter um Prontuário das Instalações Elétricas (PIE);
- elaborar procedimentos de trabalho a nível gerencial e de execução de serviços;
- elaborar relatório técnico de inspeções, com recomendações e cronograma de adequações dos itens do PIE;
- ministrar treinamento específico aos trabalhadores em eletricidade; e
- fornecer equipamento de proteção individual adequado.

## Principais inovações
As principais inovações da edição atual da NR-10 são a obrigatoriedade de:  
- bloqueios para serviços em instalações elétricas desenergizadas;
- vestimentas adequadas à atividade e que contemplem a inflamabilidade, condutividade e influências eletromagnéticas;
- ordem de serviço específica, com local e data;
- uso de técnicas de análise de risco; e
- instrução formal aos trabalhadores não relacionados às instalações elétricas, porém com atividades em zona livre e na vizinhança de zona controlada.

## Qualificação, capacitação, habilitação, treinamento e autorização
A NR10 definiu que só podem exercer atividades com eletricidade os trabalhadores qualificados, ou capacitados e os profissionais habilitados, após um treinamento obrigatório e com anuência formal da empresa.
O anexo III na NR10 determina que são obrigatórios para todos os profissionais com trabalhos em eletricidade os seguintes treinamentos:  
- Curso Básico - Segurança em instalações e serviços com eletricidade, com carga horária de 40 horas, para todos os trabalhadores;
- Curso Complementar - Segurança no Sistema Elétrico de Potência (SEP) e em suas proximidades, com carga horária de 40 horas, para os profissionais que exercem atividades no Sistema Elétrico de Potência ou em suas proximidades e os trabalhadores que intervenham em instalações elétricas energizadas com alta tensão.

Todos os trabalhadores devem passar por um treinamento de reciclagem bienalmente.